# Bandera de Vallbona de les Monges
La bandera oficial de Vallbona de les Monges té la següent descripció:
Bandera apaïsada, de proporcions dos d'alt per tres de llarg, blau clar, amb un pal central blanc, de gruix 2/9 de la llargària del drap, i un pal negre, de gruix 1/18 de la mateixa llargària, juxtaposat a cada costat.
Va ser aprovada el 10 de juliol de 2009 i publicada en el DOGC el 17 de setembre del mateix any amb el número 5466.